# Black Ingvars
Black Ingvars ist eine schwedische Fun-Metal-Band. Sie wurde 1995 gegründet und verbindet klassische Heavy-Metal-Elemente mit dem Sound von Dansband-Songs und bekannten Kinderliedern. Die Texte der Black Ingvars sind schwedisch, die Melodien ihrer Songs stammen oft von bekannten Vorbildern, wie beispielsweise ABBA („Waterloo“) oder der Titelmelodie der bekannten Fernsehserie Pippi Langstrumpf. Mittlerweile wurden 800.000 Alben in Schweden verkauft und die Band hat auch in einigen anderen europäischen Ländern Bekanntheit erlangt.
Black Ingvars, übersetzt schwarze Ingvars, ist eine Anspielung auf die in Schweden sehr bekannte Dansband Sven-Ingvars.

## Diskografie

### Alben
| Jahr | Titel                                | Höchstplatzierung, Gesamtwochen, AuszeichnungChartsChartplatzierungen (Jahr, Titel, Platzierungen, Wochen, Auszeichnungen, Anmerkungen) | Anmerkungen |
| Jahr | Titel                                | SE | Anmerkungen |
| ---- | ------------------------------------ | --- | ----------- |
| 1995 | Earcandy Six                         | SE5 Platin · (17 Wo.)SE |             |
| 1995 | Earcandy Five                        | SE23 Gold · (6 Wo.)SE |             |
| 1997 | Sjung och var glad med Black-Ingvars | SE5 Platin · (36 Wo.)SE |             |
| 1998 | Schlagermetal                        | SE6 Gold · (14 Wo.)SE |             |
| 1999 | Heaven Metal                         | SE22 (6 Wo.)SE |             |
| 2000 | Kids Superhits                       | SE50 (3 Wo.)SE |             |

Weitere Alben
- 2001: The Very Best Of Dansbands Hårdrock
- 2002: Sjung och var glad med Black-Ingvars 2

### Singles
| Jahr | Titel Album                                          | Höchstplatzierung, Gesamtwochen, AuszeichnungChartsChartplatzierungen (Jahr, Titel, Album, Platzierungen, Wochen, Auszeichnungen, Anmerkungen) | Anmerkungen |
| Jahr | Titel Album                                          | SE | Anmerkungen |
| ---- | ---------------------------------------------------- | --- | ----------- |
| 1995 | Mitt eget Blue Hawaii Earcandy Six                   | SE3 (10 Wo.)SE |             |
| 1995 | Whole Lotta Engberg Earcandy Five                    | SE29 (3 Wo.)SE |             |
| 1997 | Idas sommarvisa Sjung och var glad med Black-Ingvars | SE49 (4 Wo.)SE |             |